# 東祖谷山村
東祖谷山村（ひがしいややまそん）は、徳島県北西部にあった村。2006年3月1日、三好郡内の5町村と合併し、三好市となった。

## 地理
高知県と接する山間過疎地域で、剣山（つるぎさん）等の西日本や四国を代表する山河が揃い、豊かな自然に恵まれている。冬季には、積雪や路面凍結が見られ、一部の道路が冬季通行止めになる。
- 山：剣山、三嶺、塔丸、寒峰、烏帽子山
- 河川：祖谷川、松尾川

### 隣接していた自治体
- 徳島県
  - 美馬市
  - 美馬郡つるぎ町
  - 三好郡三加茂町
  - 三好郡西祖谷山村
  - 那賀郡那賀町
- 高知県
  - 長岡郡大豊町
  - 香美郡物部村

## 歴史
- 12世紀後半の屋島の戦いに破れた平家の落人伝説や阿波山岳武士の伝説が残る。平教盛の次男・国盛が祖谷山に落ちのびたという伝説で、その末裔を名乗る阿佐家が現在も大枝地区に居住する[1]。

### 沿革
- 江戸時代には、地名の後に、地勢と職を表す字を加えて、自治単位の名称としていた。当時は、地名の「祖谷」に、山深い地勢と農民が多いことを理由に「山」を加えて、祖谷山（いややま）と呼ばれていた。
- 明治時代に入り、「祖谷山」を地名と解釈し、祖谷山村（いややまそん）となった。
- 1889年（明治22年） - 美馬郡祖谷山村が分離して美馬郡東祖谷山村、美馬郡西祖谷山村が誕生。
- 1950年（昭和25年） - 美馬郡の東祖谷山村と西祖谷山村が三好郡に編入。
- 2006年（平成18年） - 三好郡三野町・池田町・山城町・井川町・西祖谷山村と合併（新設合併）して三好市となる。

## 行政
- 村長：長岡博

### 姉妹都市・提携都市
- 宮崎県東臼杵郡椎葉村
- 熊本県八代郡泉村（現・八代市泉町）
- 奈良県吉野郡十津川村

## 人口構成
高齢化率が高く、将来の大幅人口減が予測されている。根本的な対策が早急に望まれる。

## 経済

### 産業
建設業就業者の割合が高い。
- 特産品：天魚、祖谷蕎麦

## 地域

### 教育

#### 中学校
- 東祖谷山村立東祖谷中学校

#### 小学校
- 東祖谷山村立名頃小学校
- 東祖谷山村立落合小学校
- 東祖谷山村立菅生小学校
- 東祖谷山村立栃之瀬小学校
- 東祖谷山村立和田小学校（休校）

## 交通

### 鉄道
村内を鉄道路線は通っていない。最寄り駅は、JR四国土讃線大歩危駅。

### 路線バス
- 阿波池田駅 - 東祖谷久保： 四国交通
- 東祖谷京上郵便局 - 東祖谷石脇：東祖谷山村営バス

### 道路

#### 一般国道
- 国道438号、国道439号

#### 県道
- 主要地方道
  - 徳島県道32号山城東祖谷山線、徳島県道44号三加茂東祖谷山線
- 一般県道
  - 徳島県道113号東祖谷山大杉停車場線、徳島県道261号菅生伊良原線

## 観光地

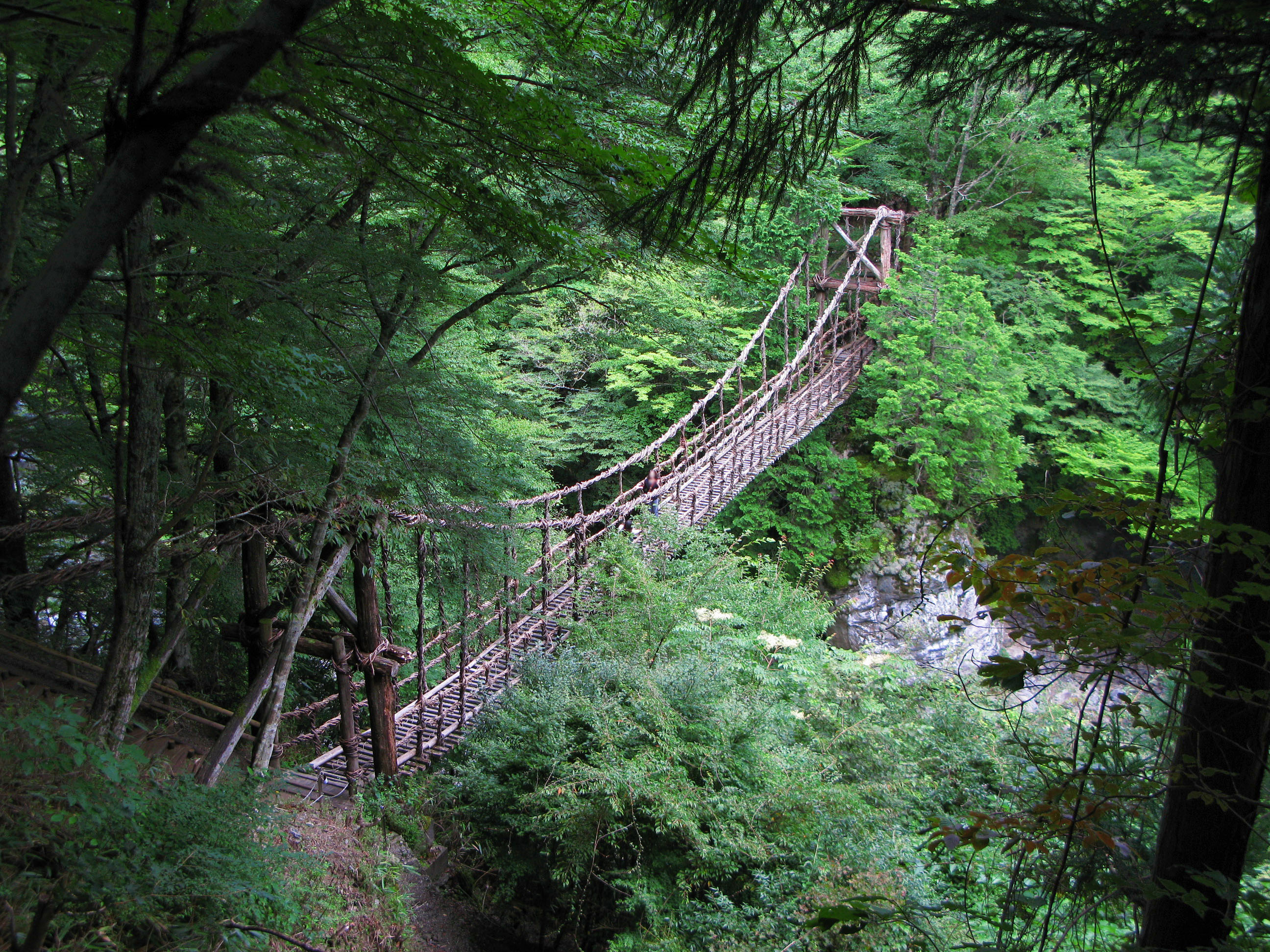
奥祖谷二重かずら橋（男橋）

### 名所
- 奥祖谷二重かずら橋
- 東祖谷歴史民俗資料館
- 天空の村・かかしの里
- 龍宮崖公園

### 社寺・史跡
- 栗枝渡八幡神社
- 鉾神社
- 三所神社
- 武家屋敷旧喜多家
- 阿佐家住宅

### 催事
- 1月
- 国際雪合戦四国大会（旧称:源平雪合戦） - 昭和新山国際雪合戦（北海道壮瞥町）の四国地区予選。
- 5月
  - 剣山山開き
- 8月
  - 奥祖谷夏まつり
- 9月
  - 落合三所神社の秋祭り
  - 栗枝渡八幡神社の秋祭り
- 10月
  - 平家落人の道をたどる旅
  - 祖谷平家まつり - 平家の落人伝説を再現した武者行列まつり。

## 有名人

### 東祖谷山村出身有名人
- 剣大二郎（演歌歌手）
- 大田正（前徳島県知事）
- 俵徹太郎（初代三好市長）

### 東祖谷山村関係有名人
- 小笠原長清（武将。阿波小笠原氏の初代。一族で吉野川流域各地を支配した。）
- 三好長慶（戦国時代の武将。室町幕府を支配した。三好氏の起源は小笠原氏とする説が有名だが、史料が乏しく真偽は不明。）
- 大西元武（武将。山城町から池田町西部にかけての大西郷を拠点に田井荘を支配した。長宗我部氏に阿波国を追われてからは川之江・轟城を再建して居城とした。大西氏の起源は諸説ある。）
- アレックス・カー（アメリカ合衆国出身の東洋文化研究者。著述家。）

## その他

### 東祖谷山村を舞台にした作品

#### 小説
- 宮尾登美子「天涯の花」 - 剣山が舞台

#### 歌
- 北島三郎「青い旅人 〜吉野川〜」「四国三郎 〜旅行く川〜」 - 吉野川と三好郡などがテーマの演歌
- 松原のぶえ「祖谷の恋唄」 - 祖谷地方がテーマの演歌
- （民謡）「祖谷の粉挽き唄」 -  祖谷地方に伝わる民謡

#### 映画
- 祖谷物語 おくのひと（2013年）